# Премия «Ника» за лучшую музыку к фильму
Премия «Ника» за лучшую музыку к фильму вручается ежегодно Российской Академией кинематографических искусств, начиная с первой церемонии в 1988 году.

## Список лауреатов и номинантов
• Лауреаты выделены отдельным цветом. 

### 1988—1990
| Церемония  | Композитор           | Фильм                                          |
| ---------- | -------------------- | ---------------------------------------------- |
| 1-я (1988) | • Гия Канчели        | «Кин-дза-дза!»                                 |
| 1-я (1988) | • Эдуард Артемьев    | «Курьер»                                       |
| 1-я (1988) | • Геннадий Гладков   | «Человек с бульвара Капуцинов»                 |
| 2-я (1989) | • Альфред Шнитке     | «Комиссар»                                     |
| 2-я (1989) | • Борис Гребенщиков  | «Асса»                                         |
| 2-я (1989) | • Юрий Ханон         | «Дни затмения»                                 |
| 3-я (1990) | • Геннадий Гладков   | «Убить дракона»                                |
| 3-я (1990) | • Владимир Дашкевич  | «Слуга»                                        |
| 3-я (1990) | • Николай Каретников | «Власть соловецкая. Свидетельства и документы» |

### 1991—2000
| Церемония   | Композитор           | Фильм(ы)                                      |
| ----------- | -------------------- | --------------------------------------------- |
| 4-я (1991)  | • Микаэл Таривердиев | «Загадка Эндхауза»                            |
| 4-я (1991)  | • Владимир Дашкевич  | «Катала»                                      |
| 4-я (1991)  | • Александр Зацепин  | «Частный детектив, или Операция „Кооперация“» |
| 5-я (1992)  | • Андрей Петров      | «Небеса обетованные»                          |
| 5-я (1992)  | • Владимир Дашкевич  | «Армавир», «Зимняя вишня 2»                   |
| 5-я (1992)  | • Гия Канчели        | «Паспорт», «Пустыня»                          |
| 6-я (1993)  | • Исаак Шварц        | «Белый король, красная королева», «Луна-парк» |
| 6-я (1993)  | • Эдуард Артемьев    | «Ближний круг»                                |
| 6-я (1993)  | • Юрий Буцко         | «Прорва»                                      |
| 7-я (1994)  | • Микаэл Таривердиев | «Русский регтайм»                             |
| 7-я (1994)  | • Олег Каравайчук    | «Год собаки»                                  |
| 7-я (1994)  | • Сергей Курёхин     | «Над тёмной водой»                            |
| 8-я (1995)  | • Эдуард Артемьев    | «Лимита»                                      |
| 8-я (1995)  | • Леонид Десятников  | «Подмосковные вечера»                         |
| 8-я (1995)  | • Сергей Курёхин     | «За́мок»                                       |
| 9-я (1996)  | • Владимир Комаров   | «Барышня-крестьянка»                          |
| 9-я (1996)  | • Александр Пантыкин | «Мусульманин»                                 |
| 9-я (1996)  | • Юрий Саульский     | «Мещерские»                                   |
| 10-я (1997) | • Микаэл Таривердиев | «Летние люди»                                 |
| 10-я (1997) | • Сергей Курёхин     | «Научная секция пилотов»                      |
| 10-я (1997) | • Исаак Шварц        | «Мужчина для молодой женщины»                 |
| 11-я (1998) | • Владимир Дашкевич  | «Вор»                                         |
| 11-я (1998) | • Геннадий Гладков   | «Дон Кихот возвращается»                      |
| 11-я (1998) | • Андрей Петров      | «Царевич Алексей»                             |
| 12-я (1999) | • Геннадий Гладков   | «На бойком месте»                             |
| 12-я (1999) | • Алексей Айги       | «Страна глухих»                               |
| 12-я (1999) | • Владимир Дашкевич  | «Цирк сгорел, и клоуны разбежались»           |
| 13-я (2000) | • Андрей Петров      | «Хрусталёв, машину!»                          |
| 13-я (2000) | • Эдуард Артемьев    | «Мама»                                        |
| 13-я (2000) | • Владимир Дашкевич  | «Ворошиловский стрелок»                       |

### 2001—2010
| Церемония   | Композитор(ы)                                                    | Фильм                                |
| ----------- | ---------------------------------------------------------------- | ------------------------------------ |
| 14-я (2001) | • Исаак Шварц                                                    | «Послушай, не идет ли дождь»         |
| 14-я (2001) | • Леонид Десятников                                              | «Дневник его жены»                   |
| 14-я (2001) | • Леонид Десятников                                              | «Москва»                             |
| 15-я (2002) | • Исаак Шварц                                                    | «Дикарка»                            |
| 15-я (2002) | • Максим Дунаевский                                              | «Граница. Таёжный роман»             |
| 15-я (2002) | • Олег Каравайчук                                                | «Тёмная ночь»                        |
| 16-я (2003) | • Алексей Рыбников                                               | «Звезда»                             |
| 16-я (2003) | • Алексей Айги                                                   | «Любовник»                           |
| 16-я (2003) | • Эдуард Артемьев                                                | «Дом дураков»                        |
| 16-я (2003) | • Алексей Шелыгин                                                | «Небо. Самолёт. Девушка»             |
| 17-я (2004) | • Сергей Шнуров                                                  | «Бумер»                              |
| 17-я (2004) | • Виктор Лебедев                                                 | «Магнитные бури»                     |
| 17-я (2004) | • Далер Назаров                                                  | «Шик»                                |
| 18-я (2005) | • Эдуард Артемьев                                                | «Водитель для Веры»                  |
| 18-я (2005) | • Алексей Айги                                                   | «Мой сводный брат Франкенштейн»      |
| 18-я (2005) | • Владимир Чекасин, Сергей Шнуров                                | «Игры мотыльков»                     |
| 19-я (2006) | • Дато Евгенидзе                                                 | «9 рота»                             |
| 19-я (2006) | • Гия Канчели                                                    | «Национальная бомба»                 |
| 19-я (2006) | • Александр Кнайфель                                             | «Итальянец»                          |
| 20-я (2007) | • Айдар Гайнуллин                                                | «Эйфория»                            |
| 20-я (2007) | • Максим Дунаевский                                              | «Парк советского периода»            |
| 20-я (2007) | • Кирилл Пирогов                                                 | «Питер FM»                           |
| 20-я (2007) | • Алексей Рыбников                                               | «Андерсен. Жизнь без любви»          |
| 21-я (2008) | • Эдуард Артемьев                                                | «12»                                 |
| 21-я (2008) | • Игорь Вдовин                                                   | «Русалка»                            |
| 21-я (2008) | • Андрей Дергачев и Арво Пярт                                    | «Изгнание»                           |
| 22-я (2009) | • Алексей Айги                                                   | «Дикое поле»                         |
| 22-я (2009) | • Леонид Десятников                                              | «Пленный»                            |
| 22-я (2009) | • Андрей Сигле                                                   | «Сад»                                |
| 23-я (2010) | • Алексей Шелыгин                                                | «Петя по дороге в Царствие Небесное» |
| 23-я (2010) | • Эдуард Артемьев                                                | «Какраки»                            |
| 23-я (2010) | • Олег Костров, Андрей Самсонов, Айдар Гайнуллин и Виталий Лапин | «Кислород»                           |
| 23-я (2010) | • Анна Соловьёва (Друбич), Сергей Шнуров и Игорь Райхельсон      | «2-Асса-2»                           |

### 2011—2019
| Церемония   | Композитор(ы)                                          | Фильм                                     |
| ----------- | ------------------------------------------------------ | ----------------------------------------- |
| 24-я (2011) | • Андрей Карасёв                                       | «Овсянки»                                 |
| 24-я (2011) | • Эдуард Артемьев                                      | «Утомлённые солнцем 2: Предстояние»       |
| 24-я (2011) | • Валерий Дидюля                                       | «Кочегар»                                 |
| 25-я (2012) | • Леонид Десятников                                    | «Мишень»                                  |
| 25-я (2012) | • Эдуард Артемьев                                      | «Дом»                                     |
| 25-я (2012) | • Жак Поляков                                          | «Шапито-шоу»                              |
| 26-я (2013) | • Алексей Айги                                         | «Орда»                                    |
| 26-я (2013) | • Эдуард Артемьев                                      | «Искупление»                              |
| 26-я (2013) | • Земфира Рамазанова                                   | «Последняя сказка Риты»                   |
| 26-я (2013) | • Андрей Сигле                                         | «Фауст»                                   |
| 27-я (2014) | • Алексей Зубарев                                      | «Географ глобус пропил»                   |
| 27-я (2014) | • Алексей Айги                                         | «Зеркала»                                 |
| 27-я (2014) | • Андрей Сигле                                         | «Роль»                                    |
| 28-я (2015) | • Алексей Айги                                         | «Испытание»                               |
| 28-я (2015) | • Эдуард Артемьев                                      | «Белые ночи почтальона Алексея Тряпицына» |
| 28-я (2015) | • Виктор Лебедев                                       | «Трудно быть богом»                       |
| 29-я (2016) | • Пётр Тодоровский (посмертно), Алексей Айги           | «В далёком сорок пятом… Встречи на Эльбе» |
| 29-я (2016) | • Мартин Жак (англ.), Алексей Айги                     | «Орлеан»                                  |
| 29-я (2016) | • Андрей Карасёв                                       | «Ангелы революции»                        |
| 30-я (2017) | • Эдуард Артемьев                                      | «Герой»                                   |
| 30-я (2017) | • Василий Вакуленко («Баста»), Анна Соловьёва (Друбич) | «Ке-ды»                                   |
| 30-я (2017) | • Игорь Вдовин                                         | «Дуэлянт»                                 |
| 30-я (2017) | • Илья Демуцкий                                        | «Ученик»                                  |
| 31-я (2018) | • Владимир Дашкевич                                    | «Три сестры»                              |
| 31-я (2018) | • Евгений Гальперин (фр.), Саша Гальперин (фр.)        | «Нелюбовь»                                |
| 31-я (2018) | • Юрий Потеенко                                        | «Анна Каренина. История Вронского»        |
| 32-я (2019) | • Леонид Десятников, Алексей Сергунин                  | «Ван Гоги»                                |
| 32-я (2019) | • Рома Зверь, Герман Осипов                            | «Лето»                                    |
| 32-я (2019) | • Владимир Комаров, Ацуо Мацумото                      | «Война Анны»                              |